# Flora (Norvegia)
Flora è un ex comune situato nella contea di Sogn og Fjordane, in Norvegia. Il capoluogo era la città di Florø. Dal 1º gennaio 2020 fa parte del comune di Kinn.

## Centro
Florø è la città più occidentale della Norvegia. 
Vicino al centro ci sono due piccoli laghi molto carini; Storevannet e Lillevannet. Intorno ai laghi e nelle colline vicino; Stor-Åsen e Lille-Åsen, ci sono condizioni eccellenti per camminare ed allenarsi.

## Storia
Florø ha ottenuto la qualifica di città nel 1860. Si è sviluppata molto rapidamente grazie alla ricca industria della pesca, in particolare di aringhe. Proprio questo è il motivo delle tre aringhe rappresentate nello stemma della città.

## Popolazione, demografia
Abitanti a Flora (in migliaia)

## Trasporto, logistica
Dato che il comune di Flora si affaccia sull'Oceano Atlantico e sul Mare del Nord, il trasporto è tradizionalmente sempre stato di tipo marittimo, sia per quanto riguarda il trasporto pubblico sia per quello di merci.

### Trasporto di merci
Ci sono autocarri per il trasporto del pesce (stoccafisso, merluzzo, salmone) in Italia.

## Industria e commercio
- Allevamento del salmone[4]

## Cultura

### Eventi
- Sildebordet (Tavola dell aringa)[5]
- Båtmessa
- Kjippen ("Carnevale" dell Anno Nuovo)[6]

### Teatro
- Kinnaspelet

## Attrazioni e turismo

### Monumenti dell'antichità
- Miniera, antica di 8000 anni (6500-2000 a.C.): Stakaldneset a Sandvik.
- Incisioni rupestri dal periodo 4000-500 a.C.: Ausevik in Høydalsfjord.
- Palazzo signorile: Svanøgodset

### Musei
- Kystmuseet a Florø.

### Architetture religiose
- Kinnakyrkja costruita ca. 1100.

### Barche vecchie
- La galeazza, «Svanhild», costruita in 1889[7]
- Barca in pensione «Atløy», costruita in 1931[8]

### Gite botaniche
- La flora iperatlantica sulle isole (Kinn, Skorpa e Svanøy).
- Bosco di alberi della morte a Barlindbotnen.

## Geografia fisica

### Isole

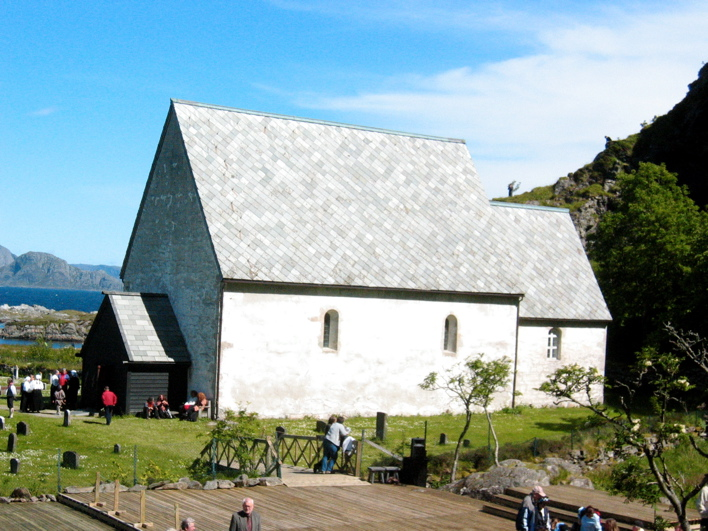
La Chiesa Kinnakyrkja a isola Kinn (costruita ca. l'anno 1100)

Circa il 16% del territorio consiste di isole: 
- Nærøyane
- Hovden
- Batalden
- Fanøy
- Skorpa
- Reksta (Rognaldsvåg)
- Kinn
- Askrova
- Tansøy
- Stavøy
- Svanøy
- Ålvora
- Grønenga
- lofoten

### Paesini
Altri paesini del comune (in terraferma) sono: 
- Brandsøy, Eikefjord, Løkkebø, Årebrot, Bjørnset, Norddalsfjord, Standal, Øvre Standal, Stavang, Høydalane, Steinhovden, Nyttingnes, Sandvik, Barlindbotnen, Svardal e Steindal.

Fino al 1964 Steindal faceva parte del ex-comune di Vevring (Comune indipendente dal 1837 fino al 1964).

### Montagne
Le montagne più alte nel comune di Flora sono; 
- Blåbreen (1.385 m)
- Keipen (1.362 m)
- Plogen (1.357 m)
- Saga (1.318 m)
- Risebøra (1.233 m)
- Storebotsnipa (1.197 m)
- Steinheia (1.154 m)
- Egga (1.094 m)
- Haukå-Børa (1.065 m)
- Indrehusbøra sør (1.062 m)
- Lassenipa (1.024 m)
- Blånipa (1.021 m)
- Svartebotsnipa (1.018 m)
- Midtbønipa (970 m)
- Håsteinen (965 m)
- Djupedalsnipa (962 m)
- Blånipa (952 m)
- Høydalsnipa (933 m)

(Secondo Statens kartverk: Blad 1118 II Eikefjord, Blad 1118 III Florø, Blad 1218 Naustdal, (1994))

### Fiordi
Flora ha i fiordi seguenti; Norddalsfjord, Solheimsfjord, Brufjord e la parte occidentale di Førdefjord. Da Nyttingnes il Solheimsfjord è tagliato in due; Eikefjord e Høydalsfjord.
- Norddalsfjord
- Solheimsfjord
- Eikefjord
- Høydalsfjord
- Brufjord
- Førdefjord

### Fiumi e laghi
- Corso d'acqua: Svardalsvassdraget. Laghi: Svardalsvatnet, Vassetevatnet, Endestadvatnet, Lykkjebøvatnet, Krogstadvatnet. Sbocca nel Høydalsfjord. (Fiume da salmone)
- Corso d'acqua: Høydalselva. Laghi: Håsteinsvatnet, Villebøvatnet, Simavatnet, Høydalsvatnet. Sbocca nel Høydalsfjord.
- Corso d'acqua: Norddalsvassdraget. Laghi: Fessevatnet, Storevatnet, Storebotnvatnet. Sbocca nel Norddalsfjord.
- Corso d'acqua: Solheimsvassdraget. Laghi: Solheimsvatnet, Sunndalsvatnet. Sbocca nel Norddalsfjord. (Fiume da salmone)
- Corso d'acqua: Sagaelva. Laghi: Sagavatnet. Sbocca nel Norddalsfjord.
- Corso d'acqua: Sageelva i Barlindbotnen. Laghi: Jagedalsvatnet, Svanevatnet. Sbocca nel Eikefjord.
- Corso d'acqua: Hovlandselva. Laghi: Nipevatnet, Vassbotnevatnet. Sbocca nel Eikefjord.
- Corso d'acqua: Standalselva.  Laghi: Svartevatnet, Stølsvatnet, Standalsvatnet. Sbocca nel Brufjord.
- Corso d'acqua: Vevringelva. Laghi: Dyttingane. Sbocca nel Førdefjord.

## Flora e fauna

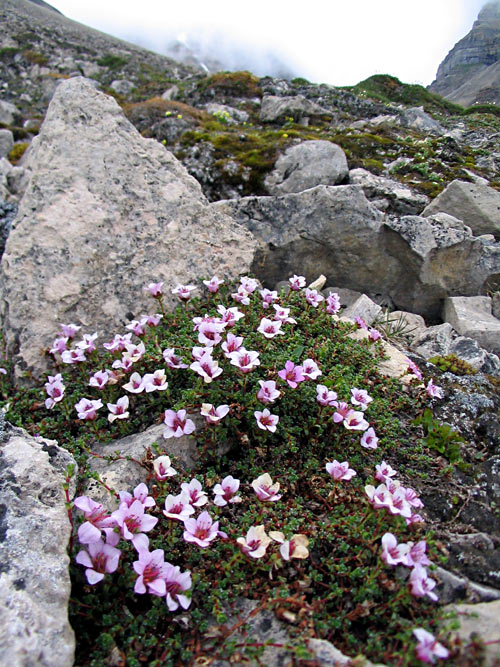
Saxifraga oppositifolia.

La Corrente del Golfo trasporta ogni secondo 0,4 km³ di acqua calda nei mari NordAtlanitci.
L'influenza della corrente è sentita fino in Norvegia, specialmente lungo la costa, e aumenta la temperatura media durante l'anno di circa 6 °C, e la temperatura invernale forse di 20-30 °C. 
Il clima sul litorale ovest è iperatlantico, abbastanza umido, con temperature invernali relativamente alte (tipicamente 0-5 °C) e le estati piuttosto fredde (15-25 °C). La temperatura media invernale (dicembre, gennaio, febbraio) lungo la linea costiera e nelle isole è superiore ad 1 °C. Questo clima offre condizioni speciali per piante e alberi che richiedono temperature elevate nei mesi invernali. Di conseguenza le foreste sono piene di vita tutto l'anno. Alcune delle specie sono tipiche della zona iperatlantica.
- Esempi di animali: Cervus elaphus, Lepus timidus, Vulpes vulpes, Martes martes, Lynx lynx, Vipera berus.
- Esempi di uccelli: Haliaeëtus albicilla, Cygnus cygnus, Tetrao urogallus, Cinclus cinclus, Sturnus vulgaris, Turdus iliacus.
- Esempi di alberi: Taxus baccata, Ilex aquifolium, Tilia cordata, Pinus sylvestris, Betula pubescens, Corylus avellana.
- Esempi di piante: Saxifraga groenlandica, Scilla verna, Sedum rosea, Calluna vulgais, Saxifraga cotyledon, Anemone nemorosa, Saxifraga oppositifolia.